# Campylospermum laxiflorum
Campylospermum laxiflorum är en tvåhjärtbladig växtart som först beskrevs av De Wild. och Th. Dur., och fick sitt nu gällande namn av Van Tiegh.. Campylospermum laxiflorum ingår i släktet Campylospermum och familjen Ochnaceae. Inga underarter finns listade i Catalogue of Life.